# アイ・ドント・ウォント・トゥ・ドゥ・イット
「アイ・ドント・ウォント・トゥ・ドゥ・イット(青春の想い)」（I Don't Want To Do It)は、1985年2月25日に発売されたジョージ・ハリスン（George Harrison）の楽曲である。

## 概要
ボブ・ディランが作詞作曲した楽曲。ハリスン自らプロデュースしたコメディ映画『ポーキーズ最後の反撃!』（原題「Porky's Revenge」）の主題歌として提供され、アメリカでのみシングル・カットされた。
ハリスンのオリジナル・アルバムには収録されておらず、シングルと映画のサウンドトラックはいずれも廃盤となったので、正規の音源の入手が難しい曲の一つだった。2000年代に海外でサウンドトラックが再発され、2009年6月16日（日本盤は7月8日）に発表された『レット・イット・ロール ソングス・オブ・ジョージ・ハリスン(Let It Roll: Songs by George Harrison)』に収録された結果、日本でも正規の音源がようやく入手可能になった。
シングル・バージョンとサウンドトラック・バージョンはアレンジが幾分異なる。『レット・イット・ロール ソングス・オブ・ジョージ・ハリスン』のバージョンは、サウンドトラック・バージョンが新規リマスターされたものである。

## 収録曲
- アイ・ドント・ウォント・トゥ・ドゥ・イット(青春の想い)（I Don't Want To Do It)
- クイーン・オブ・ザ・ホップ (Queen of the Hop)…デイヴ・エドモンズの曲